# Коростелево (Вологодская область)
Коростелево — деревня в Сямженском районе Вологодской области.
Входит в состав Коробицынского сельского поселения, с точки зрения административно-территориального деления — в Коробицинский сельсовет.
Расстояние по автодороге до районного центра Сямжи — 36 км, до центра муниципального образования Георгиевской — 8 км. Ближайшие населённые пункты — Чирковская, Шишаково, Борисовская.
По переписи 2002 года население — 75 человек (32 мужчины, 43 женщины). Всё население — русские.